# Seznam řek ve Španělsku

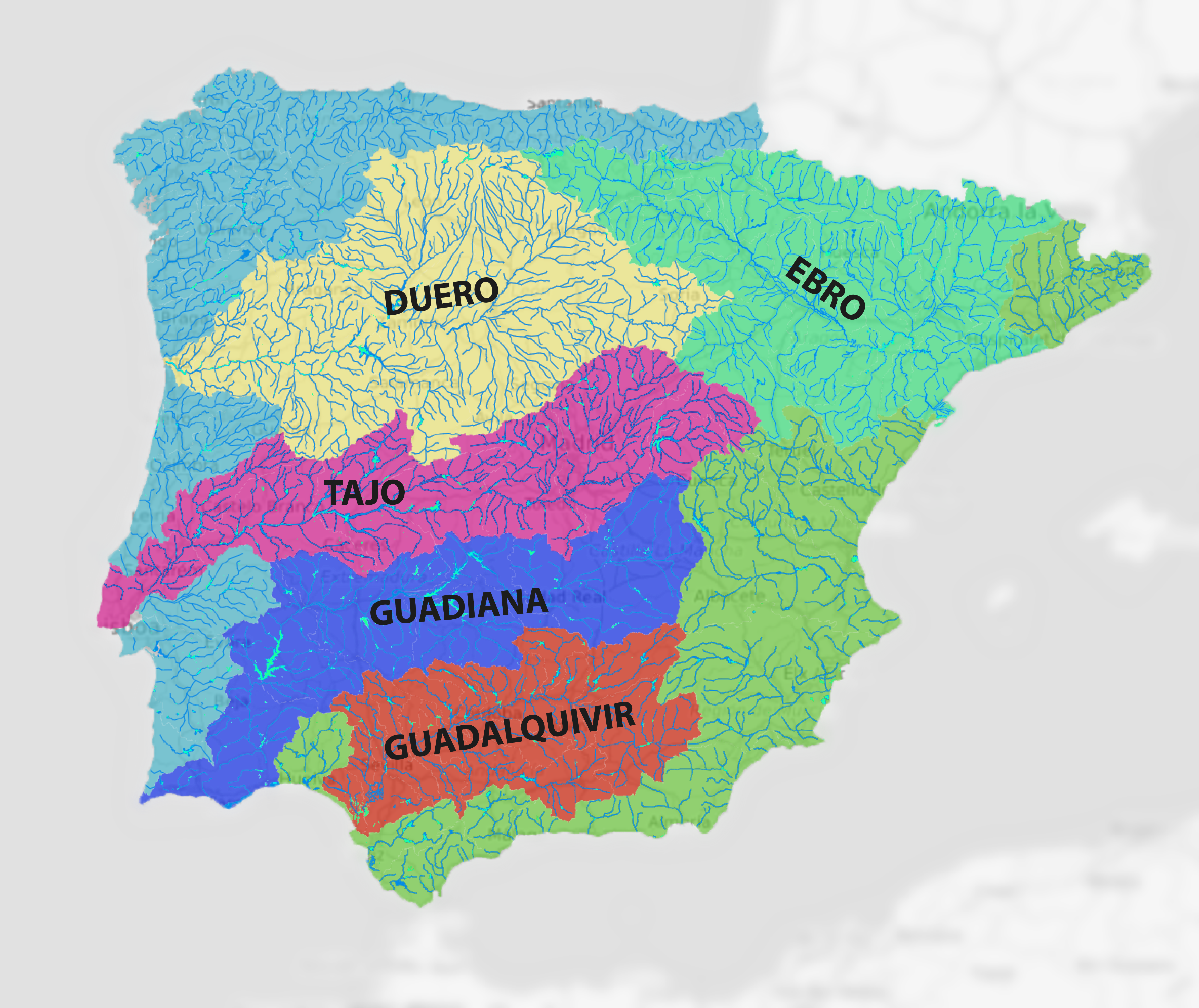
Pyrenejský poloostrov s vyznačením povodí největších řek

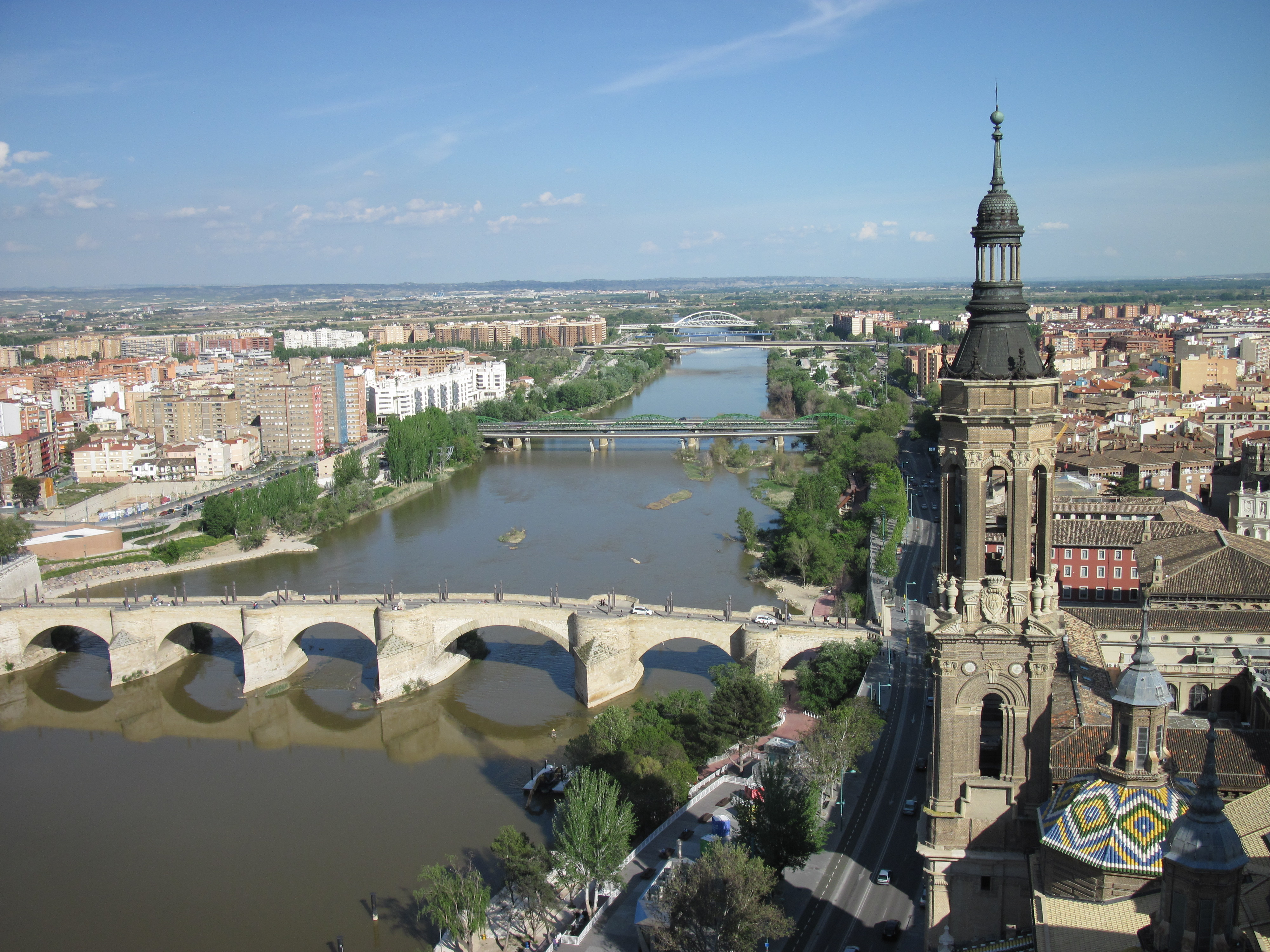
Ebro v Zaragoze

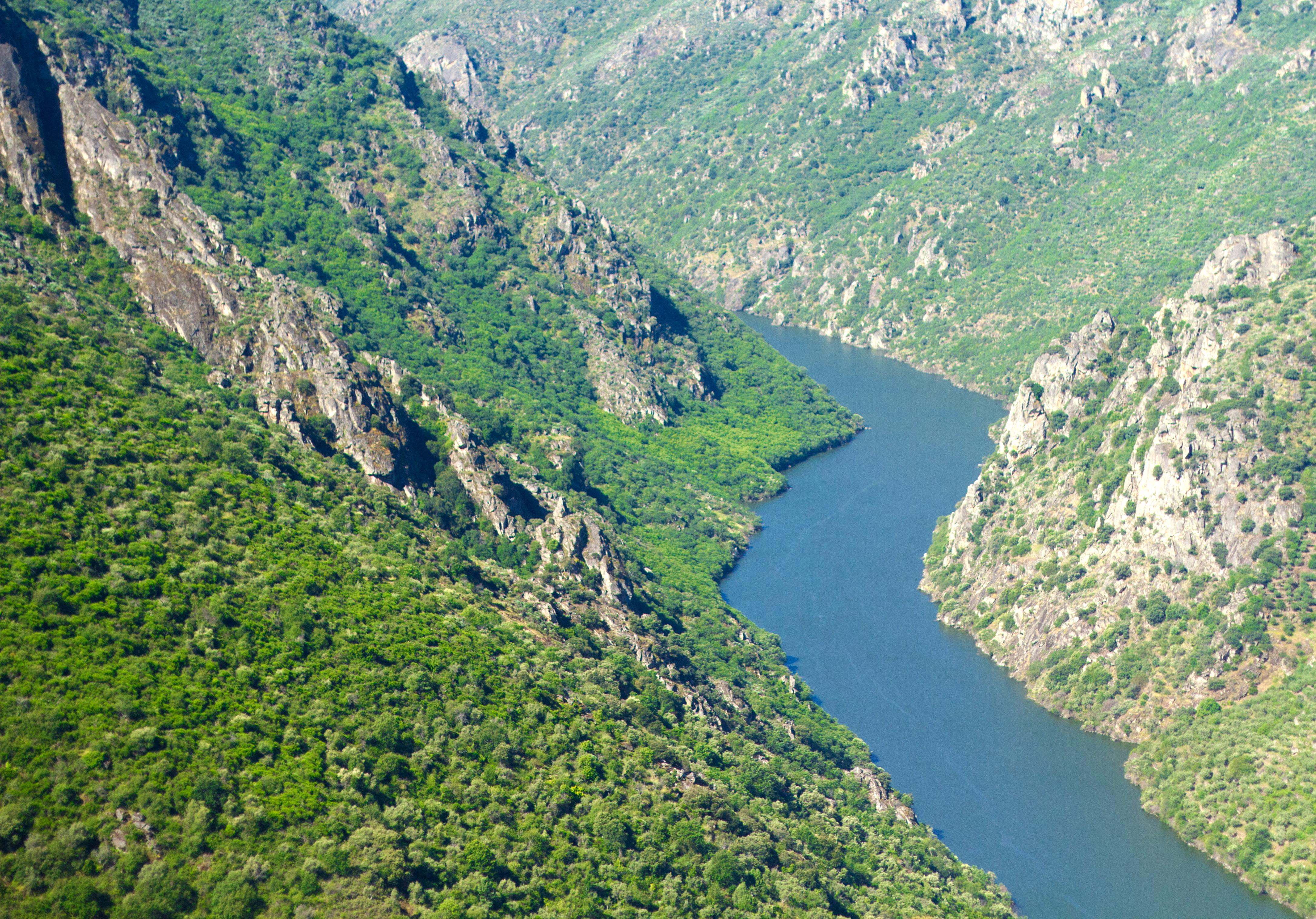
Duero na španělsko-portugalské hranici

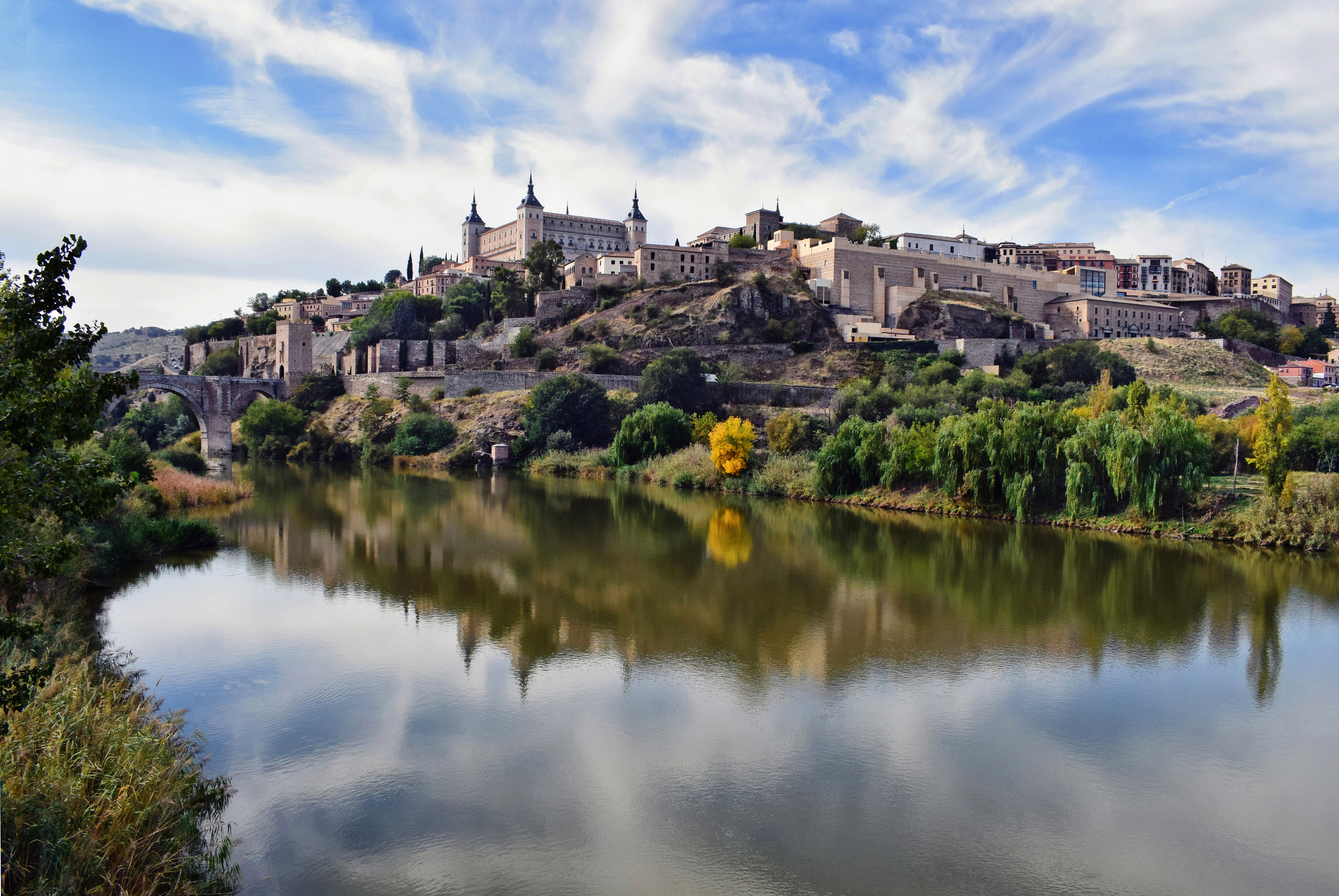
Tajo v Toledu

Seznam řek v Španělsku (španělsky řeka río) obsahuje řeky, které mají délku alespoň 100 km. Nejdelšími jsou Ebro, Duero a Tajo. Největší průměrný průtok při svém ústí mají Duero (675 m³/s), Ebro (600 m³/s), Tajo (444 m³/s), Minho (340 m³/s), Guadalquivir (164,3 m³/s) Guadiana (78,8 m³/s), Nalón (55,2 m³/s) a Júcar (49,5 m³/s).

## Přehled
| řeka                | délka (km) | povodí           | geodata  |
| ------------------- | ---------- | ---------------- | -------- |
| Tajo                | 1007       | Tajo             | OSM, WMF |
| Ebro                | 910        | Ebro             | OSM, WMF |
| Duero               | 897        | Duero            | OSM, WMF |
| Guadiana            | 744        | Guadiana         | OSM, WMF |
| Guadalquivir        | 657        | Guadalquivir     | OSM, WMF |
| Júcar               | 498        | Středozemní moře | OSM, WMF |
| Genil               | 337        | Guadalquivir     | OSM, WMF |
| Segura              | 325        | Středozemní moře | OSM, WMF |
| Minho               | 310        | Atlantský oceán  | OSM, WMF |
| Turia               | 280        | Středozemní moře | OSM, WMF |
| Esla                | 275        | Duero            | OSM, WMF |
| Pisuerga            | 275        | Duero            | OSM, WMF |
| Segre               | 261        | Ebro             | OSM, WMF |
| Tormes              | 247        | Duero            | OSM, WMF |
| Sil                 | 225        | Minho            | OSM, WMF |
| Jalón               | 224        | Ebro             | OSM, WMF |
| Zújar               | 210        | Guadiana         | OSM, WMF |
| Ter                 | 209        | Středozemní moře | OSM, WMF |
| Alagón              | 201        | Tajo             | OSM, WMF |
| Aragón              | 197        | Ebro             | OSM, WMF |
| Jarama              | 194        | Tajo             | OSM, WMF |
| Cigüela             | 194        | Guadiana         | OSM, WMF |
| Alberche            | 182        | Tajo             | OSM, WMF |
| Guadalope           | 182        | Ebro             | OSM, WMF |
| Cinca               | 170        | Ebro             | OSM, WMF |
| Tiétar              | 170        | Tajo             | OSM, WMF |
| Záncara             | 168        | Guadiana         | OSM, WMF |
| Adaja               | 163        | Duero            | OSM, WMF |
| Navia               | 159        | Biskajský záliv  | OSM, WMF |
| Llobregat           | 157        | Středozemní moře | OSM, WMF |
| Mijares             | 156        | Středozemní moře | OSM, WMF |
| Guadalhorce         | 154        | Středozemní moře | OSM, WMF |
| Noguera Pallaresa   | 154        | Ebro             | OSM, WMF |
| Jabalón             | 153        | Guadiana         | OSM, WMF |
| Gállego             | 149        | Ebro             | OSM, WMF |
| Támega              | 145        | Duero            | OSM, WMF |
| Huerva              | 135        | Ebro             | OSM, WMF |
| Tambre              | 134        | Atlantský oceán  | OSM, WMF |
| Noguera Ribagorçana | 133        | Ebro             | OSM, WMF |
| Nalón               | 129        | Biskajský záliv  | OSM, WMF |
| Ulla                | 126        | Atlantský oceán  | OSM, WMF |
| Matachel            | 124        | Guadiana         | OSM, WMF |
| Odiel               | 121        | Atlantský oceán  | OSM, WMF |
| Ardila              | 116        | Guadiana         | OSM, WMF |
| Guadaira            | 114        | Guadalquivir     | OSM, WMF |
| Almanzora           | 105        | Středozemní moře | OSM, WMF |

## Mapy povodí hlavních řek

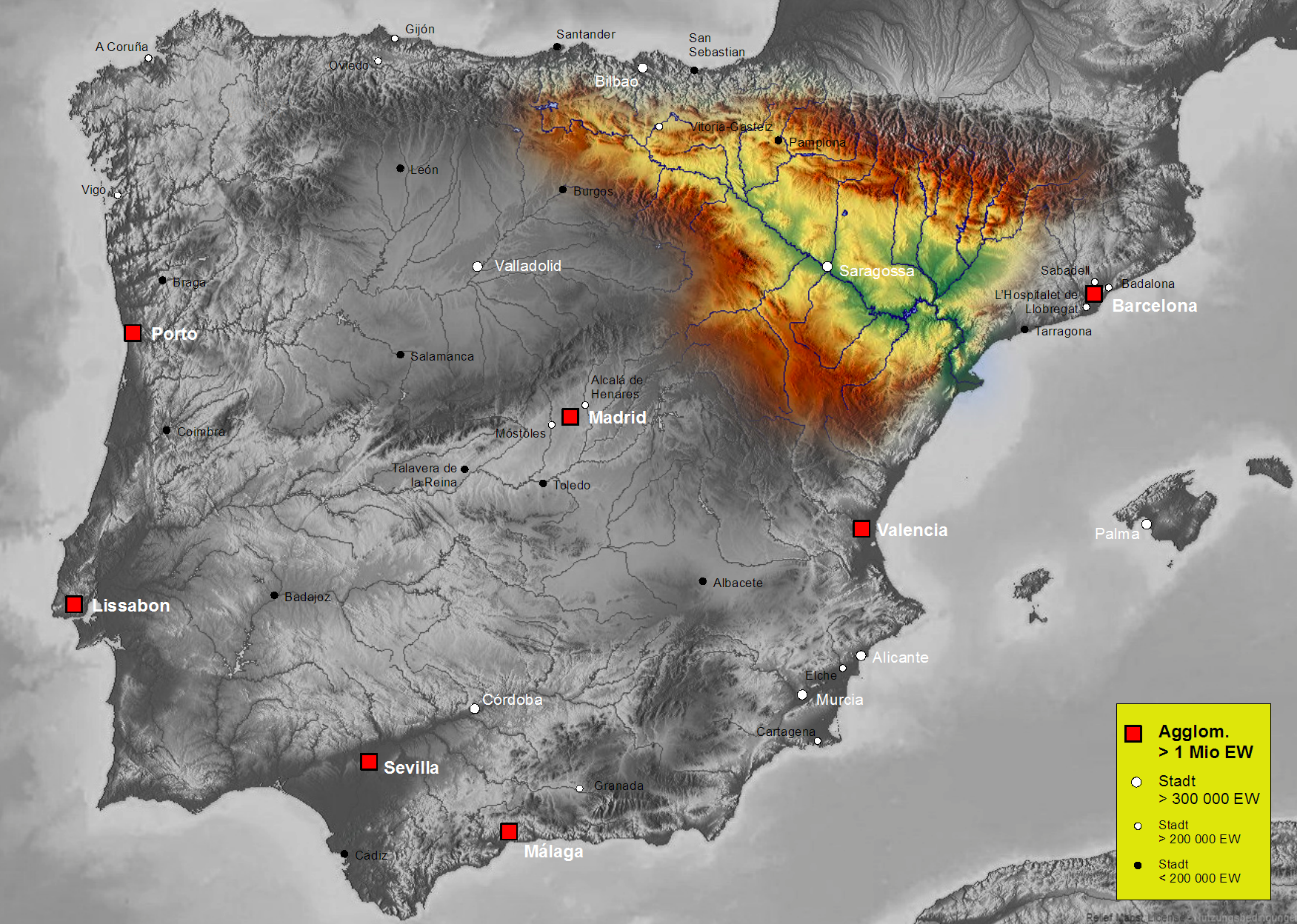
Ebro
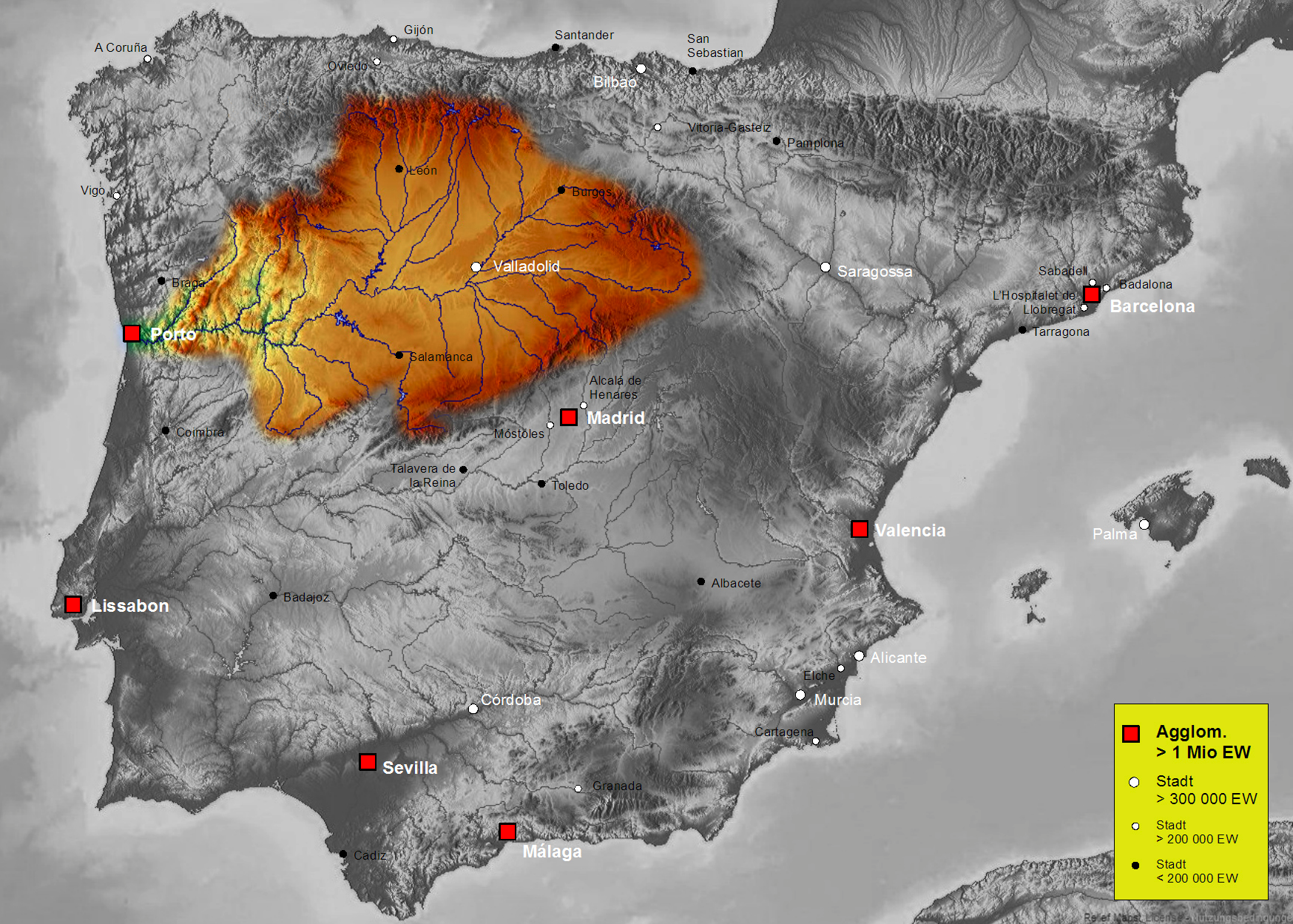
Duero
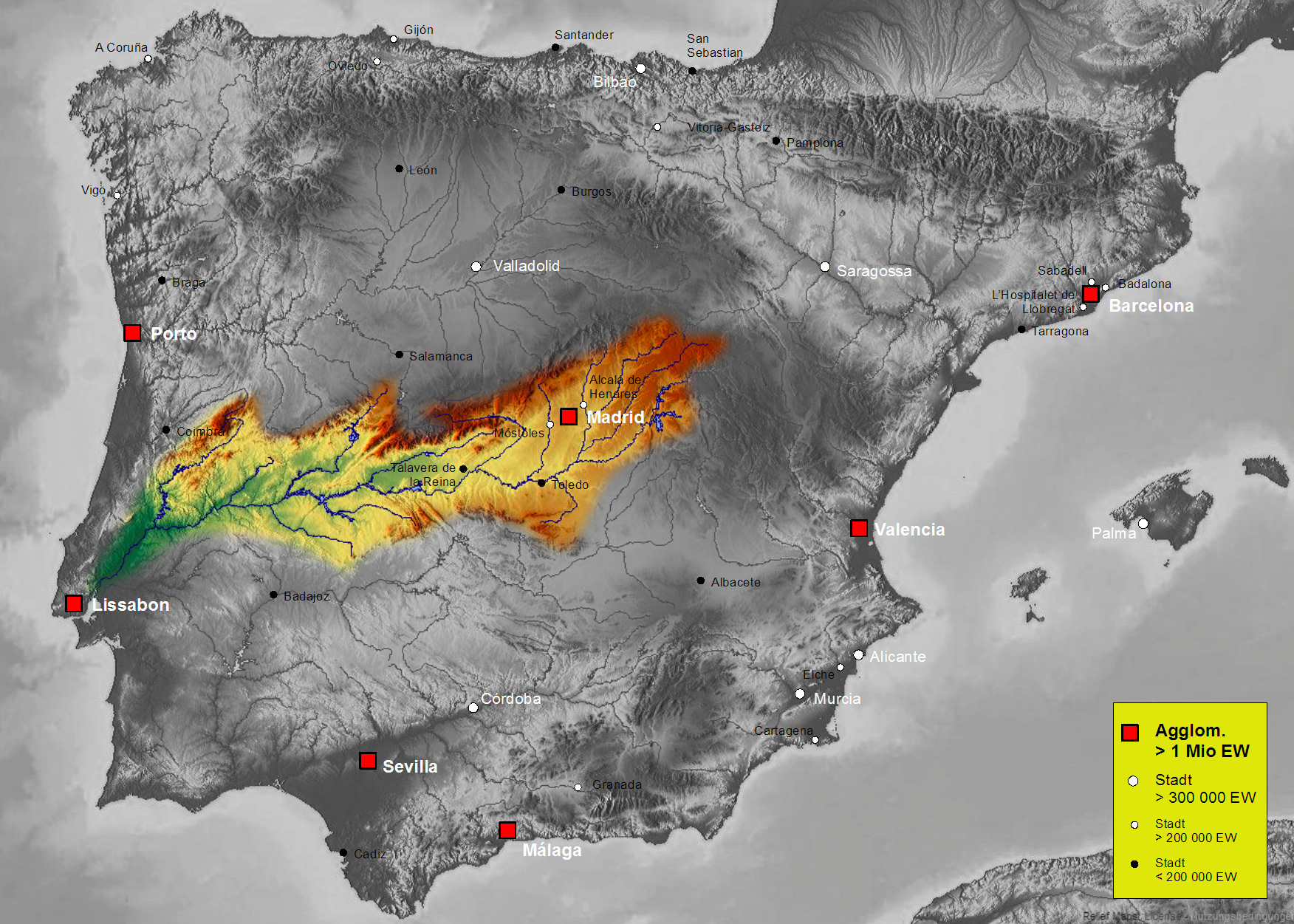
Tajo
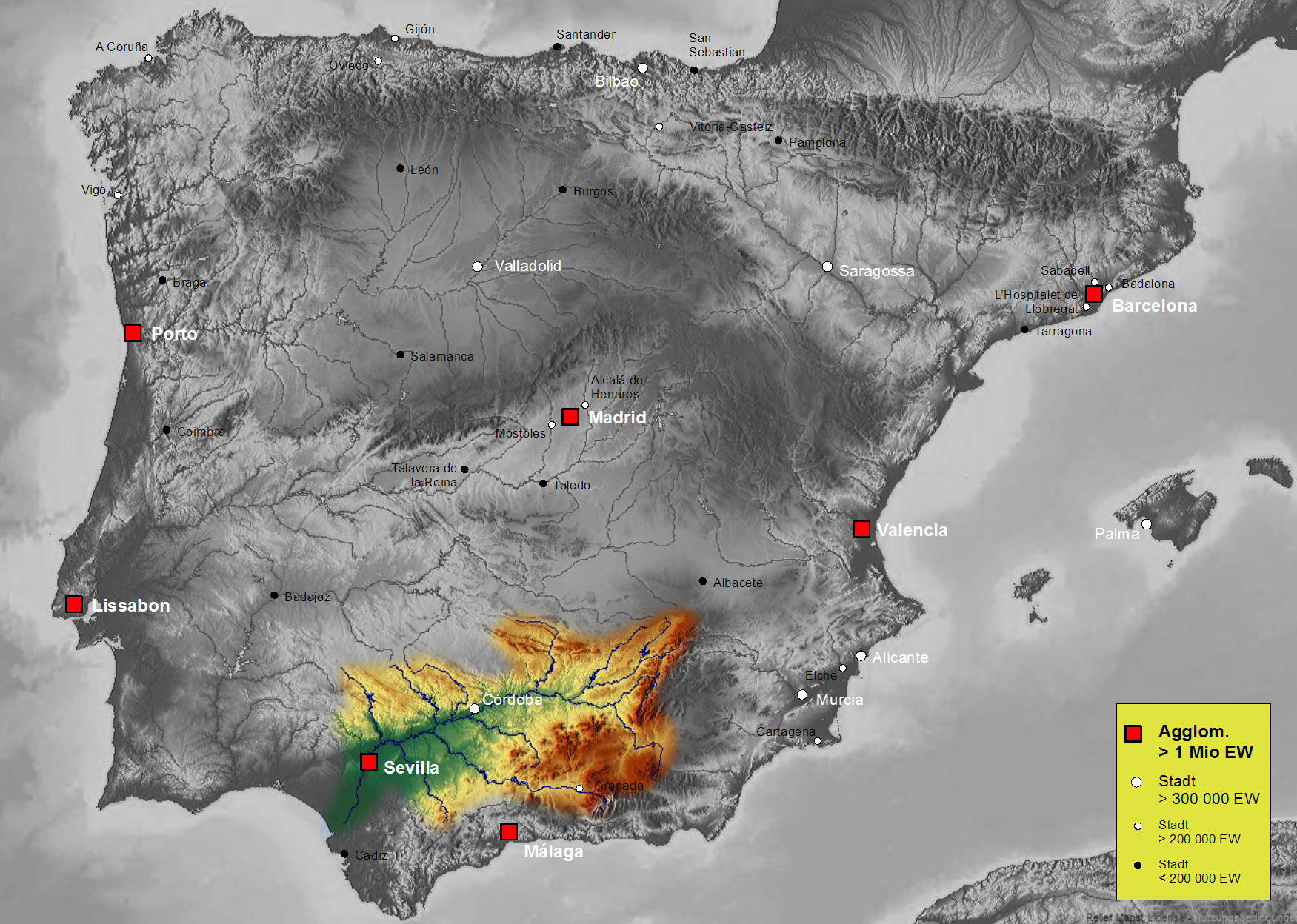
Guadalquivir
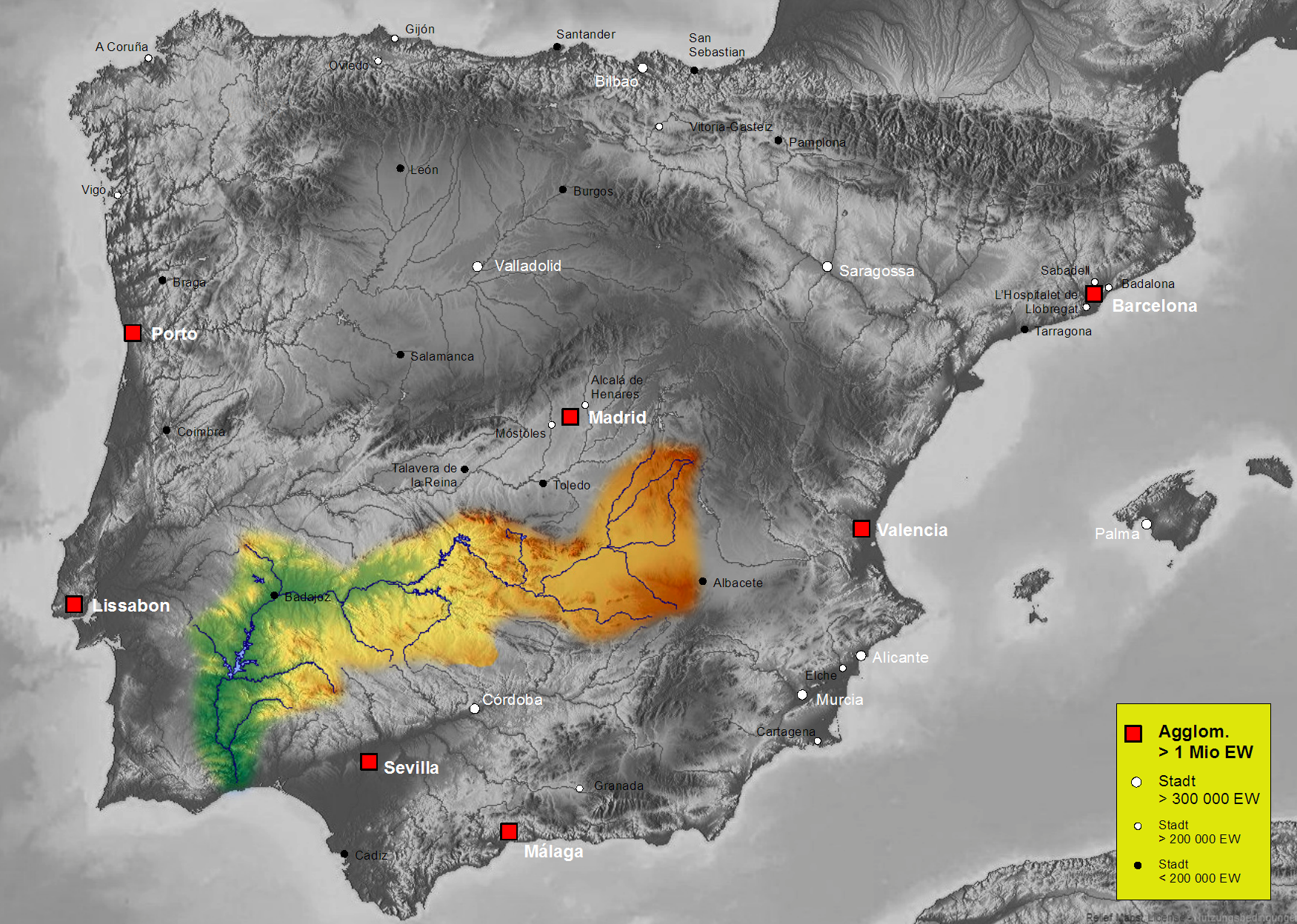
Guadiana